# NGC 3081
NGC 3081 (również IC 2529 lub PGC 28876) – galaktyka spiralna z poprzeczką (SB0-a), znajdująca się w gwiazdozbiorze Hydry. Odkrył ją William Herschel 21 grudnia 1786 roku. Należy do galaktyk Seyferta.